# كارول دويك
كارول س. دويك (بالإنجليزية: Carol S. Dweck)، (ولدت في 17 أكتوبر 1946) هي أستاذة علم النفس في جامعة ستانفورد. اشتُهرت دويك بعملها على السمات العقلية السيكولوجية. تخرجت من كلية بارنارد عام 1967 وحصلت على درجة الدكتوراه من جامعة ييل عام 1972. قامت بالتدريس في جامعة كولومبيا وجامعة هارفارد وجامعة إلينوي قبل انضمامها إلى كلية ستانفورد في عام 2004.

## السنوات المُبكرة
ولدت كارول دويك في نيويورك. عَمِل والدها في التصدير والاستيراد ووالدتها في الإعلان. كانت الابنة الوحيدة وأوسط إخوتها الثلاثة. تفوقت دويك في المدرسة. وكما تقول فإنها كانت تجلس في الصف السادس تحدث نفسها «هذا ليس ممتعًا جدًا» أو «أنا لا أتفق مع هذا» لكنها لم تقل أي شيء.
كان طلاب صفها في الصف السادس يجلسون بالترتيب وفقاً لمعدل ذكائهم. وقد أدركت في وقت مبكر أن بيئة مدرستها كانت تكافئ معدل الذكاء. حيث يستطيع الطلاب ذوو معدلات الذكاء العالية محو السبورة أو حمل العلم أو أخذ ملاحظة إلى مكتب المدير. تشرح دويك في مقابلة لها عام 2015: «من ناحية، لم أكن أعتقد أن النتيجة في الاختبار كانت مهمة؛ من ناحية أخرى، يريد كل طالب أن ينجح في الإطار الذي تم تأسيسه. لذلك بالنظر إلى الوراء، أعتقد أن تمجيد معدل الذكاء كان نقطة محورية في تطوري».

## الحياة الشخصية
كارول متزوجة من ديفيد جولدمان، وهو ناقد ومخرج مسرحي وطني. على الرغم من أنها لم يكن لديها أطفال من صلبها، إلا أن لدى زوجها أبناء راشدين وأطفالهم يدعونها «الجدة». تلاحظ كارول أن الأحفاد لديهم عقلية نامية.

## الوظائف الأولى
كانت لدى دويك دائماً اهتمام بالناس ودارسة لماذا يفعلون ما يفعلون. تَعمق هذا الاهتمام في الكلية. وقد صرحت: «جَمع علم النفس العديد من اهتماماتي: كنت أحب المنهج العلمي - وضع أفكارك تحت الاختبار - وأعجبني موضوع علم النفس البشري.»
وظيفتها الأولى بعد التخرج كانت في جامعة إلينوي. لقد أمضت 11 عامًا في إكمال مشاريع البحث ورصد أسباب تفاوت ردود فعل الناس بشكل مختلف تجاه الفشل وتأثيراته على نجاحاتهم المستقبلية.
في مقابلة لها في عام 2012 قالت: «كنت مفتونة بكيفية تعامل الناس مع الفشل أو العقبات. كنت أشعر بالفضول حول سبب حب بعض الطلاب للتحدي، والبعض الآخر الذين قد يكونوا موهوبين بنفس القدر، يبتعدون عن التحديات ويفضلون الأمان».

## العقلية
لدى دويك اهتمامات بحثية أساسية في التحفيز والشخصية والتنمية. وتعطي دورات في الشخصية والتنمية الاجتماعية وكذلك التحفيز. وتتعلق مساهمتها الأساسية في علم النفس الاجتماعي بنظريات الذكاء الضمنية، في كتابها عام 2006 بعنوان طريقة التفكير: سيكولوجية النجاح الجديدة.
وفقاً لدويك يمكن وضع الأفراد في سلسلة متصلة حسب وجهات نظرهم الضمنية حول مصدر الكفاءة. يعتقد البعض أن نجاحهم مبني على الكفاءة الفطرية. وهؤلاء هم أصحاب النظرية «الصلبة» للذكاء (العقلية الصلبة). البعض الآخر الذين يعتقدون أن نجاحهم يعتمد على العمل الشاق والتعلم والتدريب والعنف هم أصحاب نظرية «النمو» أو «الزيادة» في الذكاء (عقلية النمو).
قد لا يكون الأفراد بالضرورة على وعي بطريقة تفكيرهم، غير أنه من الممكن تمييز عقليتهم بناءً على سلوكهم. حيث تتضح بشكل خاص في ردود أفعالهم تجاه الفشل. فالأفراد ذوو العقلية الصلبة يخشون الفشل لأنه تصريح سلبي حول قدراتهم الأساسية، في حين أن الأفراد ذوو العقلية النامية لا يمانعون أو يخشون الفشل بنفس القدر لأنهم يدركون أن أدائهم يمكن تحسينه وأن التعلم يأتي من الفشل. تلعب هاتان الفكرتان دورًا مهمًا في جميع جوانب حياة الشخص.
وتعتقد دويك بأن عقلية النمو ستسمح للشخص أن يعيش حياة أقل إرهاقاً وأكثر نجاحاً. تعريف دويك للعقليات الصلبة وعقليات النمو من مقابلة عام 2012:
تحذر دويك من مخاطر الثناء على الذكاء لأنه يضع الأطفال في عقلية صلبة، فسيجعلهم ذلك يخشون التحديات خوفاً من ارتكاب الأخطاء أو الظهور بمظهر الأغبياء. وهي تلاحظ أن «مدح ذكاء الأطفال يضر التحفيز ويضر بالأداء».
وكما أوضحت دويك، فإن هذه الممارسة تكشف عن مقاربة جديدة جذرية للطريقة التي نتعامل بها مع الأطفال - والتي يكون فيها الثناء على الجهد المبذول لا الموهبة. إننا يجب أن نُعلم الأطفال أن يروا التحديات كفرص تعلم بدلاً من تهديدات يخشونها. لقد أظهرت التجارب من جميع أنحاء العالم أنه عندما يتبنى الآباء والمعلمون هذا النهج ويلتزمون به، فإن النتائج ستكون رائعة.

## حالياً
تحافظ كارول دويك على حضور تدريسي كأستاذة علم النفس في جامعة ستانفورد للسنة الدراسية 2017-18، حيث تدرس علم النفس التنموي والنظريات الذاتية والدراسات المستقلة. وتقول: «آمل أن يساهم عملي في القرن الحادي والعشرين أيضًا على تمكين الناس من تحقيق المزيد من الحرية الشخصية والمساواة».
وقد أوضحت دوك تركيزها الحالي بالقول «أنا أقوم الآن بتطوير نظرية واسعة تضع الحافز وتشكيل العقليات (أو المعتقدات) في قلب التنمية الاجتماعية والشخصية. ومن المأمول أن يجذب هذا المزيد من العلماء الشباب في مجال علم النفس التنموي لدراسة التحفيز».
وفي سبتمبر 2017 فازت كارول دويك بأكبر جائزة في الدوائر التعليمية، بمبلغ 3.8 مليون دولار لمواصلة بحثها حول القدرة على التعلم (1.9 مليون دولار جائزة نقدية و1.9 مليون دولار للمبادرات التعليمية). وقالت دويك في بيان لها «أشعر بالحماس والشرف لأنني سأكون المُتلقي الأول لهذه الجائزة المذهلة. والتي سوف تسمح لنا بالتقدم في عملنا ومواصلة الابتكار لتطوير المزيد من المداخلات الفعالة للطلاب والمزيد من المواد الفعالة للمعلمين لاستخدامها في الفصول الدراسية...».

## الجوائز والتكريم
دويك هي عضو منتخب في الأكاديمية الأمريكية للفنون والعلوم والأكاديمية الوطنية للعلوم. حصلت على جائزة المساهمة العلمية المتميزة من جمعية علم النفس الأمريكية في عام 2011. وفي 19 سبتمبر 2017 قامت مؤسسة ييدان التي تتخذ من هونج كونج مقراً لها بتسمية دوك كواحدة من اثنين من الفائزين بجائزة ييدان لأبحاث التعليم. وتشمل الجائزة تلقي ما يقرب من 3.9 مليون دولار أمريكي، مقسمة بالتساوي بين الجائزة النقدية وتمويل المشروع.